# Korrektionsanstalt
Korrektionsanstalten, auch  Besserungsanstalten (von lateinisch corrigere =  „gerade richten, berichtigen“) waren bis in die zweite Hälfte des 20. Jahrhunderts öffentliche oder auch private Einrichtungen, die zur Aufnahme von Korrektionären bzw. Korrigenden (lat. = der zu bessernde Züchtling) bestimmt waren. Im Unterschied zu einem Gefängnis war ihr Hauptzweck nicht die Strafvollstreckung, sondern die Erziehung und sittliche Besserung.

## Kinder und Jugendliche
Vor Einführung des JGG (Deutschland) konnten nach §§ 55, 56 Reichsstrafgesetzbuch Angeschuldigte im Alter zwischen zwölf und achtzehn Jahren, die trotz begangener Straftat wegen mangelnder Geistesreife freigesprochen wurden, durch richterliches Urteil einer Erziehungs- und Besserungsanstalt für so lange überwiesen werden, wie es die der Anstalt vorgesetzte Verwaltungsbehörde für erforderlich erachtete, jedoch nicht über das vollendete 20. Lebensjahr (vgl. heute § 3 Satz 2 JGG). Für Kinder unter zwölf Jahren konnte bei begangener Straftat nur auf eine derartige Fürsorgeerziehung (Zwangserziehung) erkannt werden.
Bei einer Gefährdung des Kindeswohls konnte das Vormundschaftsgericht anordnen, einen Minderjährigen zum Zwecke der Erziehung in einer Erziehungsanstalt oder einer Besserungsanstalt unterzubringen, wofür bis zur Einführung des SGB 8 § 1838 a. F. ggf. i. V. m. dem noch heute geltenden § 1666 BGB maßgeblich war; für die Gegenwart siehe Heimerziehung.
Preußen hatte bereits am 13. Februar 1878 ein besonderes Gesetz betreffend die Unterbringung verwahrloster Kinder verabschiedet. Diesem folgte das Gesetz über die Fürsorgeerziehung Minderjähriger vom 2. Juli 1900.
Die bei weitem größte Bedeutung hatten die überwiegend von Privatpersonen oder Vereinen begründeten Magdalenenstifte für „gefallene Mädchen“ sowie die Besserungsanstalten für jugendliche „Verbrecher“ und verwahrloste Kinder.
Als das Reichsgesetz für Jugendwohlfahrt (RJWG) vom 9. Juli 1922 ein einheitliches Recht für alle deutschen Länder aufstellte, wurden die letzten preußischen Zwangserziehungsanstalten aufgelöst, die bis zuletzt den Strafvollzugsbehörden unterstanden.

## Erwachsene
Korrektionsanstalten waren Einrichtungen, die Vagabunden, „Trunkenbolde“, „Arbeitsscheue“, „liederliche“ Dirnen, aber auch entlassene Sträflinge aufnahmen, die darin zur Arbeit angehalten wurden und an eine geordnete Lebensführung gewöhnt werden sollten. Diese Besserungsanstalten gründeten sich auf die sogenannte Besserungstheorie, nach der es Aufgabe des Staates ist, nicht allein für die Strafvollstreckung, sondern auch für die Besserung des Verbrechers und seine „Bewahrung vor völligem sittlichen Untergang“ zu sorgen.
Das Allgemeine Landrecht für die preußischen Staaten von 1794 sah auf Anregung von Carl Gottlieb Svarez die strafrechtlich korrektionelle Nachhaft im Arbeitshaus vor. Nach dem Reichsstrafgesetzbuch von 1871 konnten Personen, die nach § 361 (hauptsächlich Bettelei, Landstreicherei und Prostitution) verurteilt worden waren, anschließend nach § 362 zur korrektionellen Nachhaft für bis zu zwei Jahre in ein Arbeitshaus überwiesen werden. Es gab um 1880 in Deutschland etwa fünfzig Arbeitshäuser mit einer Aufnahmekapazität von etwa 22.000 Korrigenden und Korrigendinnen. Die Arbeitshäuser sollten eher abschreckend sein, dem Besserungsgedanken kam im Wesentlichen keine Bedeutung zu. Während des Nationalsozialismus wurde 1934 die Möglichkeit für eine zeitlich unbefristete Arbeitshauseinweisung mit § 42 f StGB geschaffen, aufgegriffene Delinquenten wurden aber ab 1938 kaum mehr der Justiz übergeben, sondern als Vorbeugehäftlinge in Konzentrationslager verschleppt. In der Bundesrepublik Deutschland gab es noch Arbeitshauseinweisungen bis zur Abschaffung im Jahr 1969.
Ähnliche Bestimmungen kannte auch die englische und französische Gesetzgebung. Deutschland besaß eine Musteranstalt mit dem Rauhen Haus bei Hamburg, das von Johann Hinrich Wichern im Sinn der inneren Mission begründet worden war, Frankreich eine nach anderen Prinzipien geleitete Anstalt in Mettray. Am weitesten verbreitet und institutionalisiert waren die englischen, vom Staat unterstützten und beaufsichtigten Besserungsanstalten, unter denen man industrial schools (Arbeitsschulen im engeren Sinn) und reformatory schools (Besserungsschulen) unterschied.

## Anglo-amerikanischer Rechtskreis
In den Vereinigten Staaten werden Gefängnisse als Correction(al) Center bezeichnet, z. B. das Metropolitan Correctional Center in New York, in Großbritannien als Detention Center.